# Plaveiselcel (plant)
Een plaveiselcel is een celtype dat wordt aangetroffen in de buitenste epidermislaag van planten.
De functie van deze cellen is het vormen van een beschermlaag voor de weefsels daaronder. De schikking en golvende geometrie van deze cellen verhoogt de weerstand tegen scheuren van de epidermis. Daardoor wordt de structurele integriteit van de epidermis behouden. Deze laag helpt ook met het verminderen van waterverlies, het reguleren van de interne temperatuur, het op zijn plaats houden van de binnenste cellen en verhoogt de weerstand tegen materiaal dat de epidermis probeert binnen te dringen. Ze scheiden ook de huidmondjes van elkaar, aangezien er minstens één plaveiselcel tussen de huidmondjes in ligt.
De cellen hebben geen regelmatige vorm, ze liggen eerder als puzzelstukjes in elkaar, waardoor ze een stevige laag vormen. De onregelmatige vorm die elke afzonderlijke cel aanneemt, staat onder invloed van het cytoskelet en bepaalde eiwitten. Naarmate het blad groeit, zullen de plaveiselcellen meegroeien, delen en nieuwe vacuolen, plasmamembraandelen en celwandcomponenten synthetiseren. Door een dikke externe celwand wordt expansie naar de buitenkant van de cel belemmerd. Dat zorgt er voor dat celgroei parallel met de epidermale laag wordt bevorderd. Het wordt gesuggereerd dat het golvende karakter van de plaveiselcellen veroorzaakt wordt door het krommen van de cellen onder invloed van een turgordruk en het groeien in een afgesloten ruimte.